# Манш (департман)
Манш (фр. Manche) департман је у северозападној Француској. Припада региону Доња Нормандија, а главни град департмана (префектура) је Сен Ло. Департман Манш је означен редним бројем 50. Његова површина износи 5.938 км². По подацима из 2010. године у департману Манш је живело 498.747 становника, а густина насељености је износила 84 становника по км².
Овај департман је административно подељен на:
- 4 округа
- 52 кантона и
- 602 општина.

## Демографија
| 1999.   | 2011.   |
| ------- | ------- |
| 481.471 | 499.531 |